# Alex McLean
Pour les articles homonymes, voir Alexander McLean et McLean.
Alexander (Alex) Robert McLean, né le 18 octobre 1950 à Wellington, est un rameur d'aviron néo-zélandais.

## Carrière
Alex McLean participe aux Jeux olympiques de 1976 à Montréal et est médaillé de bronze dans l'épreuve du huit avec ses partenaires Ivan Sutherland, Peter Dignan, Lindsay Wilson, Athol Earl, Dave Rodger, Trevor Coker, Tony Hurt et Simon Dickie. 